# Georg Dietrich (Politiker, 1909)
Georg Dietrich (* 19. September 1909 in Karlshorst bei Berlin; † 1. November 1998 in Offenbach am Main) war ein deutscher Jurist und Oberbürgermeister der Stadt Offenbach am Main.

## Leben
Georg Dietrich, Sohn von Elese Dietrich, geborene Möbius, und des Geschäftsmanns Hermann Dietrich, studierte in Leipzig und Jena Jura, war Mitglied der Alten Leipziger Landsmannschaft Afrania und vor dem Zweiten Weltkrieg Assessor im sächsischen Staatsdienst. Im Sommer 1937 quittierte der Sozialdemokrat den Dienst. Bis zur Einberufung in die Wehrmacht war Dietrich für den Allianz-Konzern tätig und dort bis 1945 angestellt. Im Jahr 1940 heiratete er Ilse Frühling. Nach Ende des Zweiten Weltkriegs arbeitete Dietrich als Justiziar bei der Stadtverwaltung in Magdeburg, dann als Stadtrechtsrat und Kämmerer.
Da ein Verfahren wegen Sabotage gegen den Aufbau der Deutschen Demokratischen Republik gegen ihn eingeleitet worden war, verließ Dietrich 1950 Ostdeutschland. Nachdem er im neu gegründeten Rechtsamt der Stadt Offenbach eine Stellung gefunden hatte, übernahm er 1951 dessen Leitung.
Am 8. Mai 1957 wurde Georg Dietrich zum Oberbürgermeister der Stadt Offenbach am Main gewählt, nachdem sein Vorgänger Hans Klüber überraschend das Oberbürgermeisteramt in Ludwigshafen am Rhein übernommen hatte.
Dietrich blieb 18 Jahre lang – bis zum 30. September 1974 – Oberbürgermeister der Mainstadt. Er hatte mehrere Aufsichtsratsmandate. Er interessierte sich für Ostasiatische Kunst und war Ehrensenator des Deutschen Ledermuseums. Mit dem Tag seines Ausscheidens aus dem Dienst erhielt er das Ehrenbürgerrecht der Stadt. Zudem hatte der Sozialdemokrat und Rotarier Dietrich weitere Ehrungen erhalten, unter anderem das 1971 Große Verdienstkreuz des Verdienstordens der Bundesrepublik Deutschland und 1974 das gleiche mit Stern.